# グラパラリーフ
グラパラリーフは、メキシコ原産とされるグラプトペタルム・パラグアエンセを、食用に品種改良したものである。2005年に農林水産省に「はりんご」という名称で出願申請され、2009年に品種登録された。
元となった種は、「朧月」という名称がでも呼ばれているが、グラパラリーフは朧月とは違う品種として扱われている。

## 概要
グラパラリーフは商標登録された名称であり、朧月を改良した「はりんご」という名称でも品種登録されている。
グラパラリーフは農林水産省のデータベースによると、「朧月」より葉の先端形状が鋭突で、花の模様が異なる事が記載されている。
繁殖力が非常に強く、葉を土の上におくだけで芽をだす。常緑植物であり、多年生植物でもある。太くて肉厚で、茎の周りにらせん状に葉がついている。日当たりのよいところを好む。冬は成長が遅くなる。2020年現在日本国内で生産されているのは、千葉県柏市だけである。
多肉質の葉は生のまま食用にできる。食味は、サクサクした食感でリンゴ酸による酸味がある。微量栄養素としてカルシウムやマグネシウムが豊富に含まれており、二日酔いや疲労防止に役立つとされる。

## ギャラリー

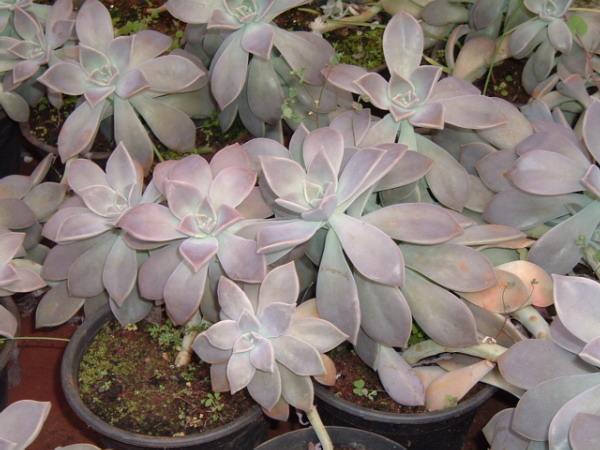
鉢植えのグラパラリーフ
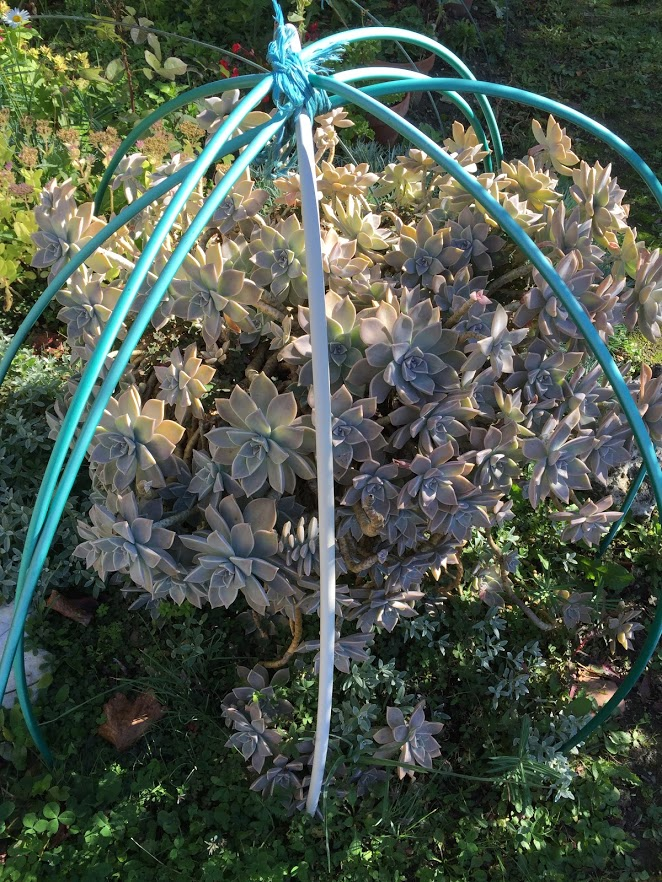
塊で咲くグラパラリーフ
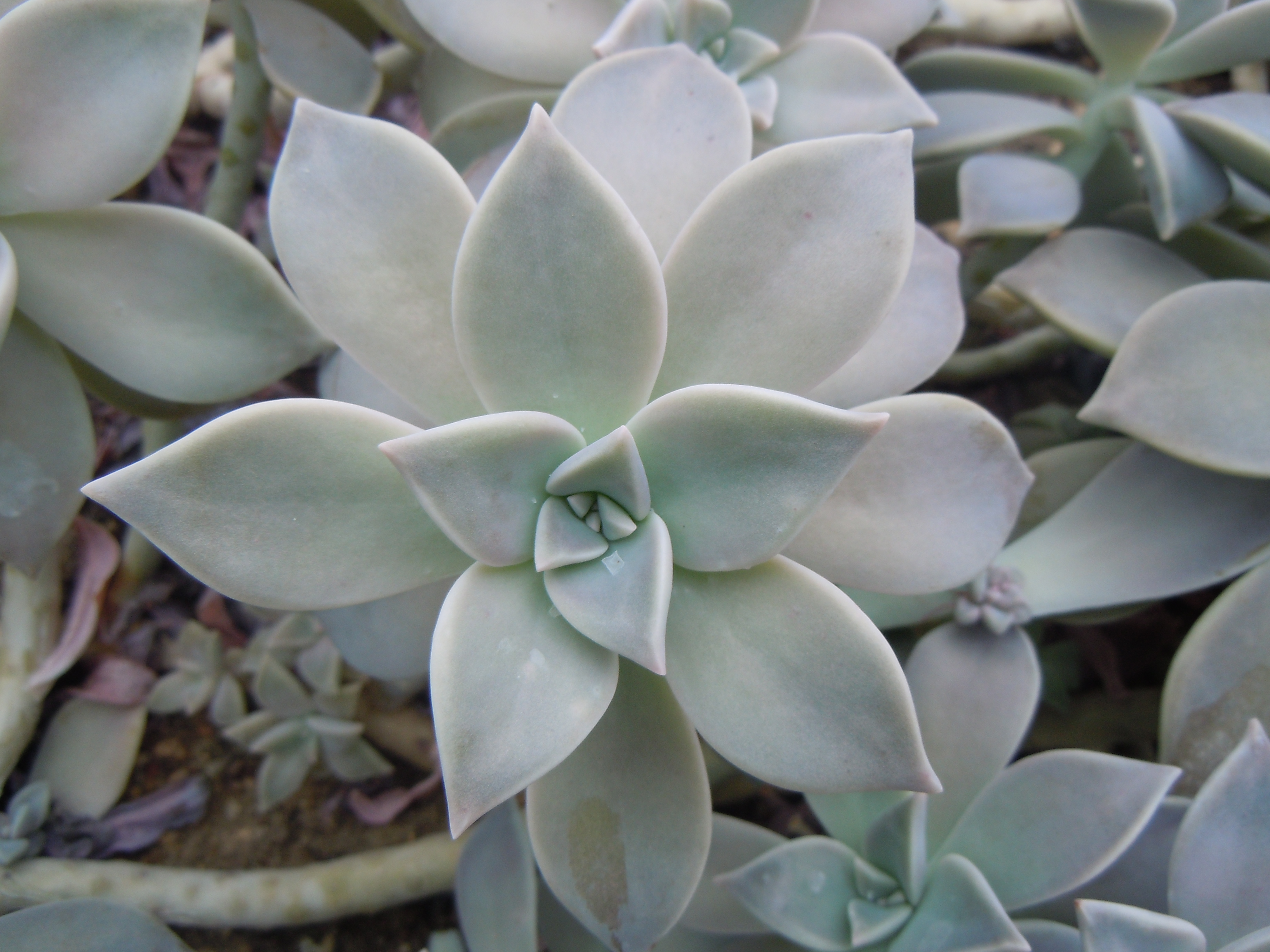
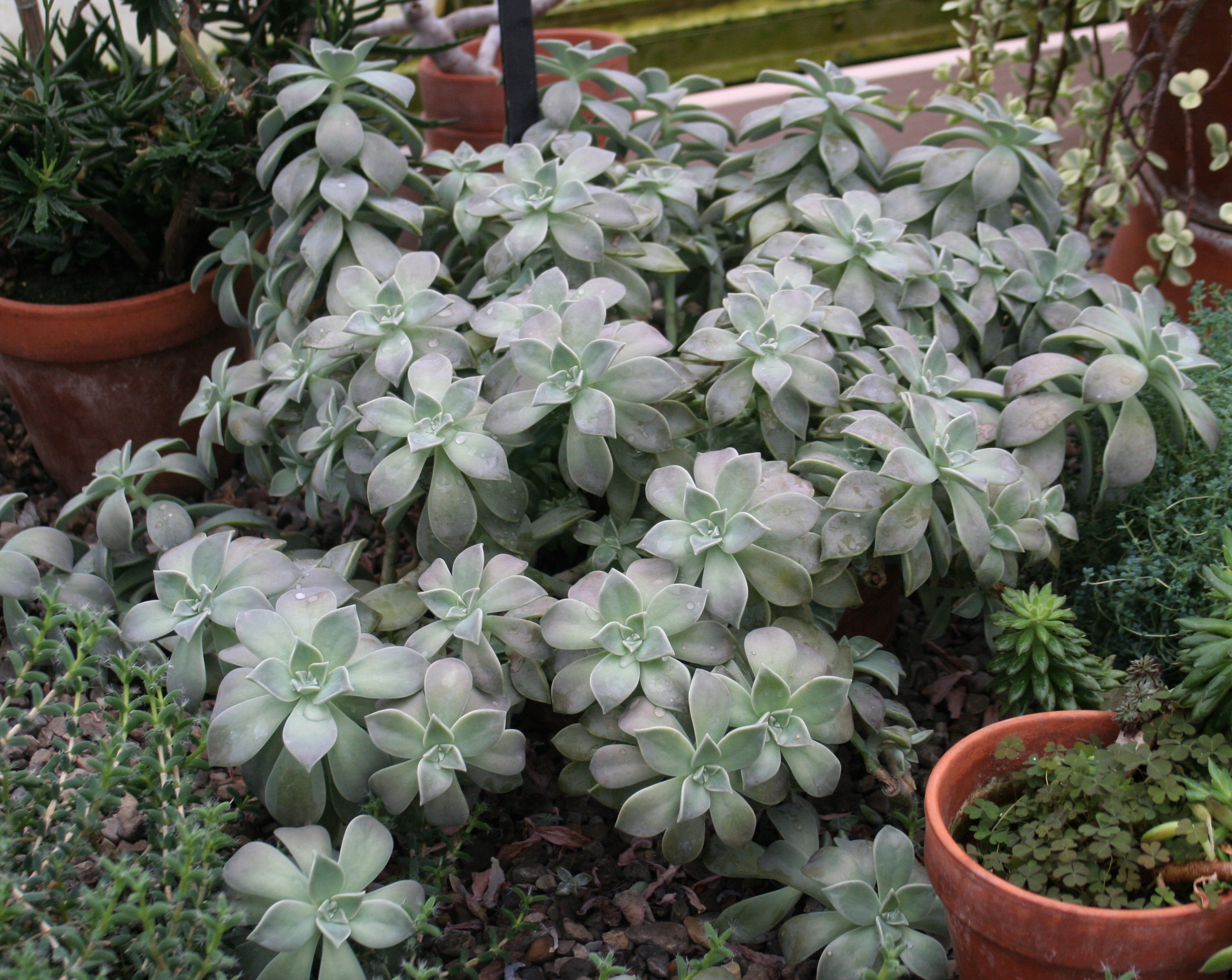
群生するグラパラリーフ。画像はバッファロー郡およびエリー郡植物園（英語版）で撮影された。
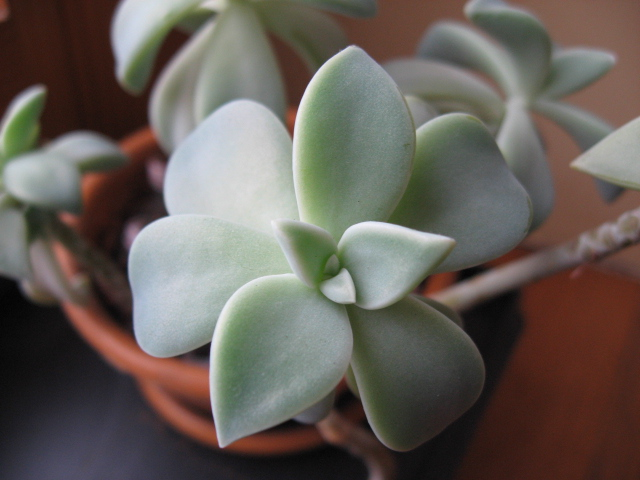
クローズアップ画像
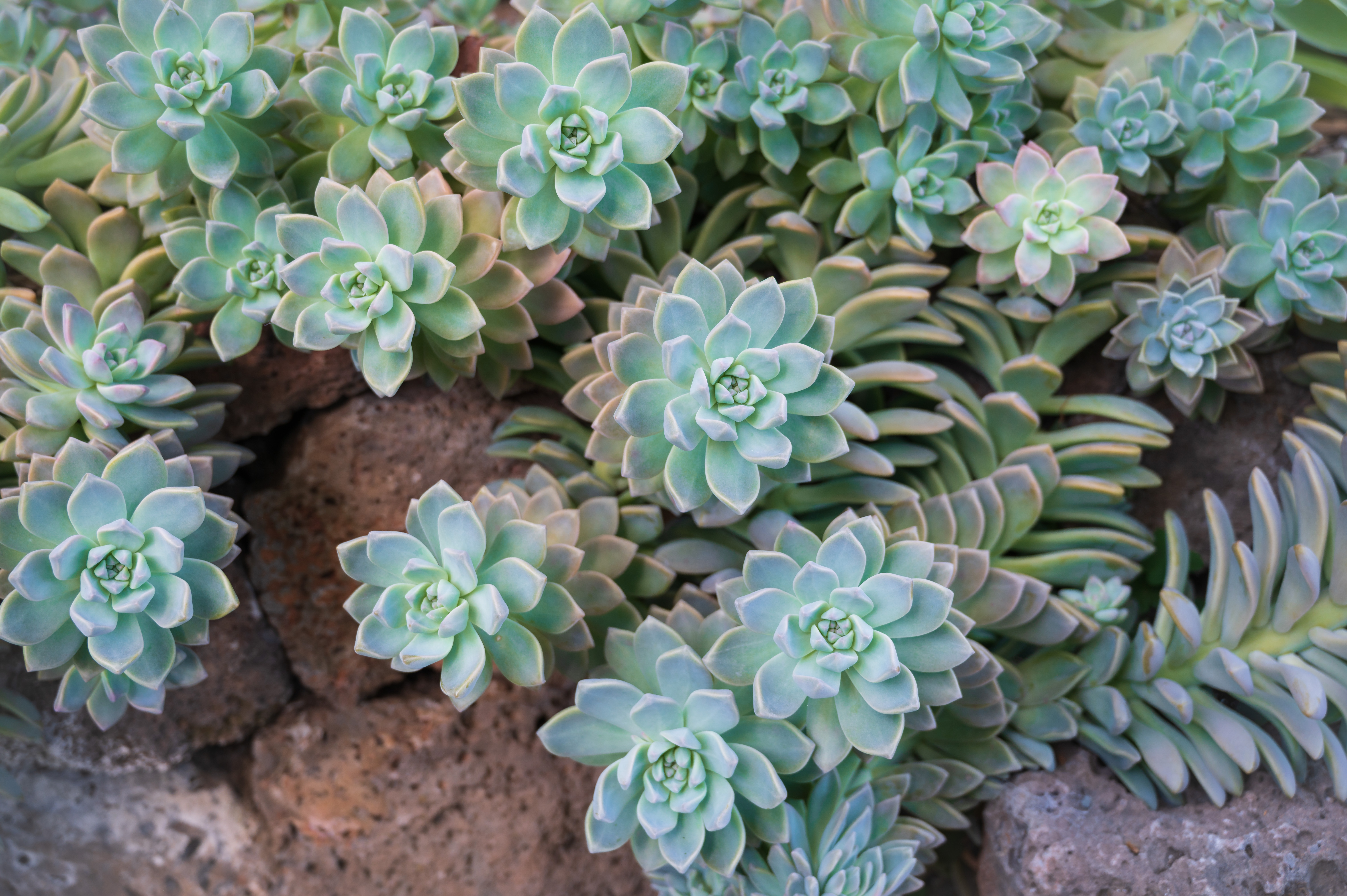
塊で生えるグラパラリーフ
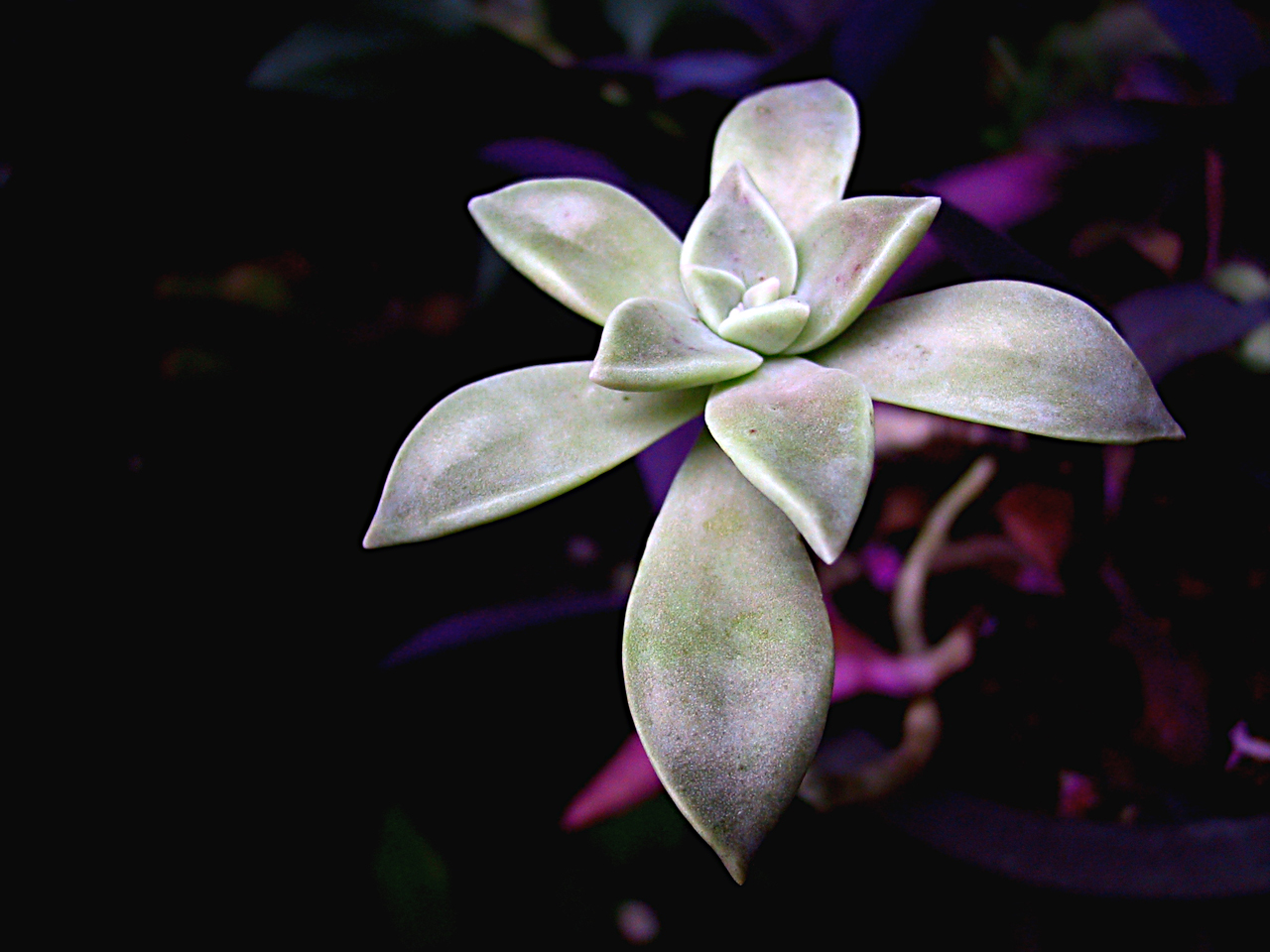
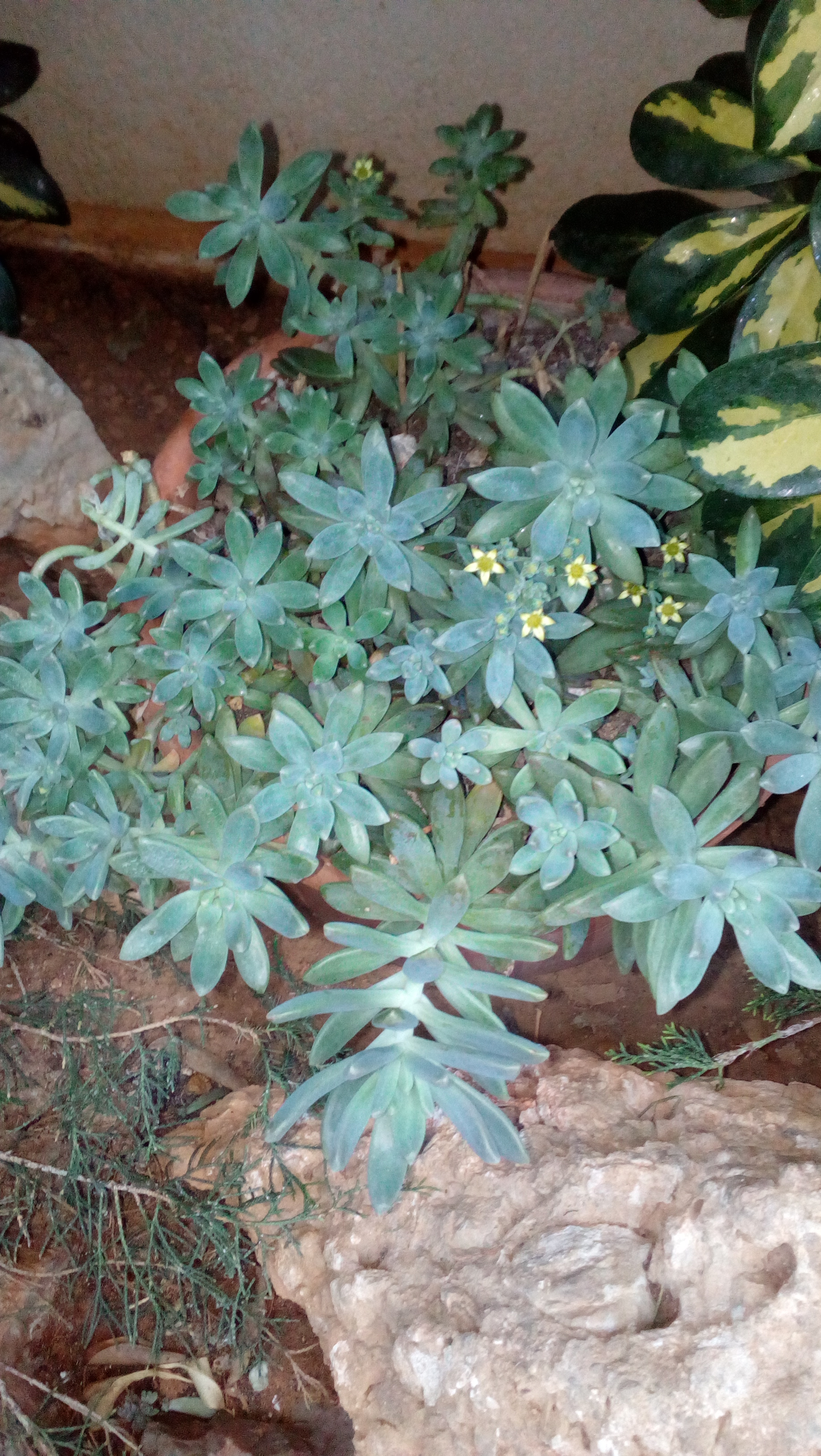
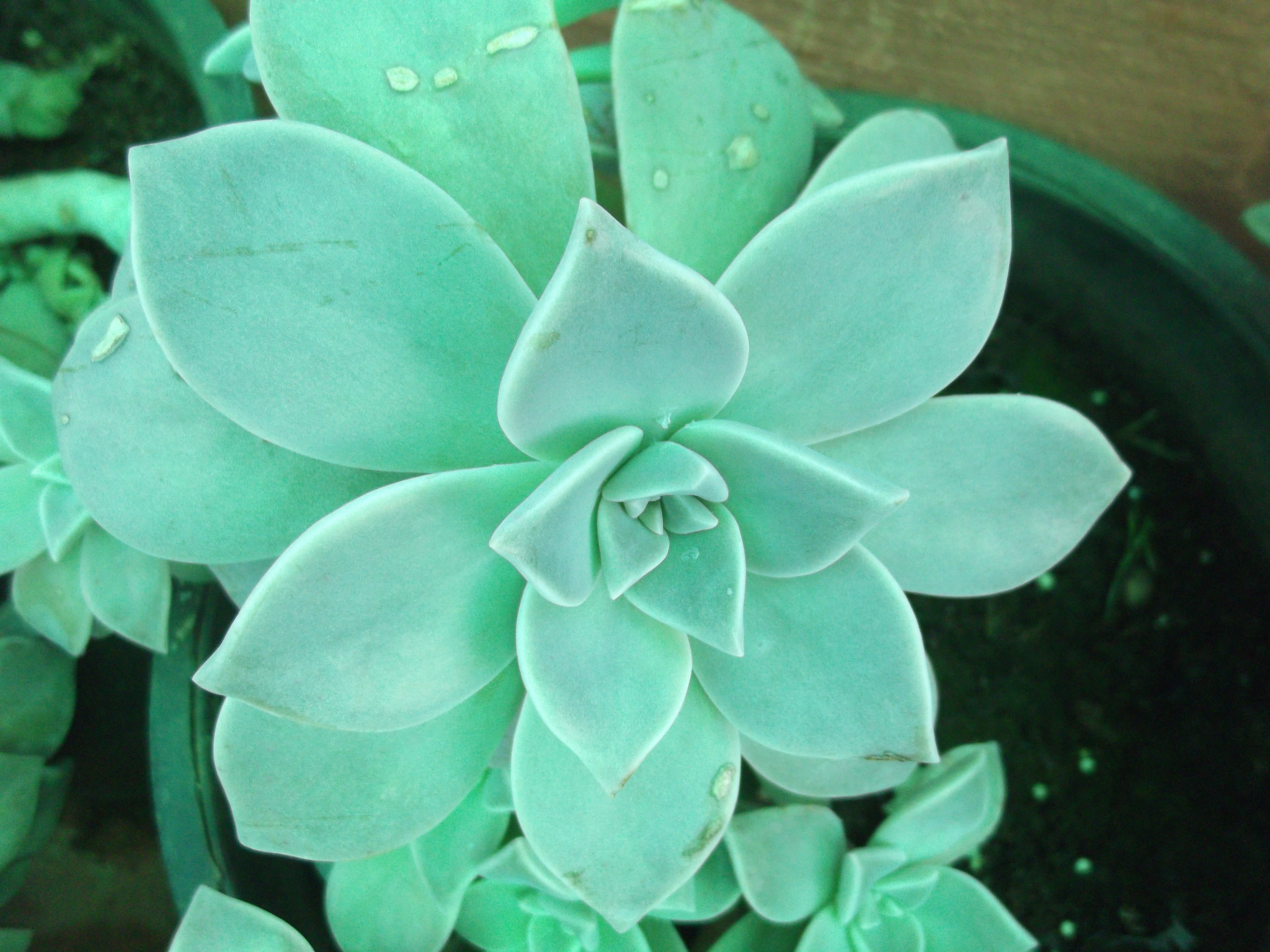
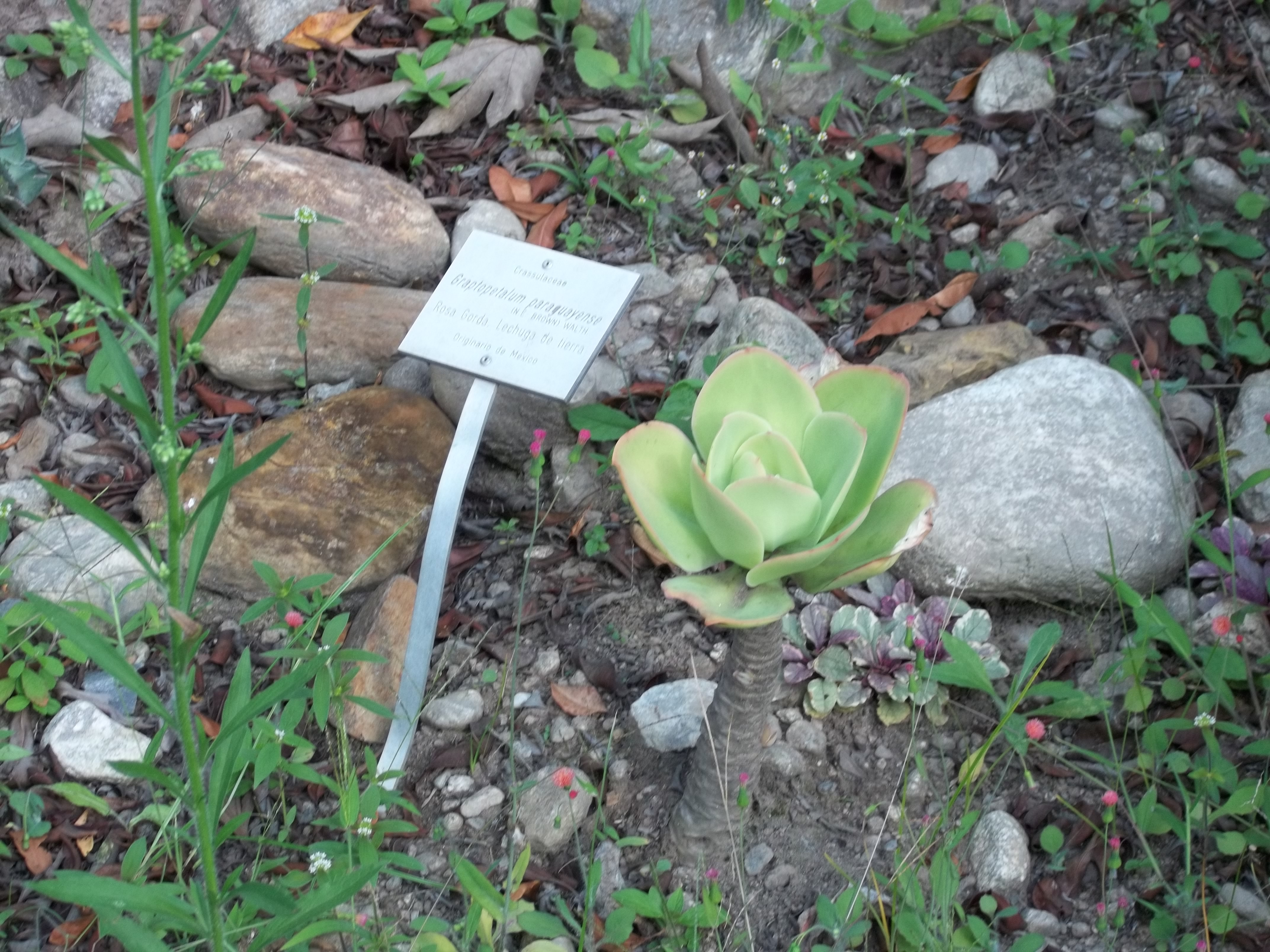
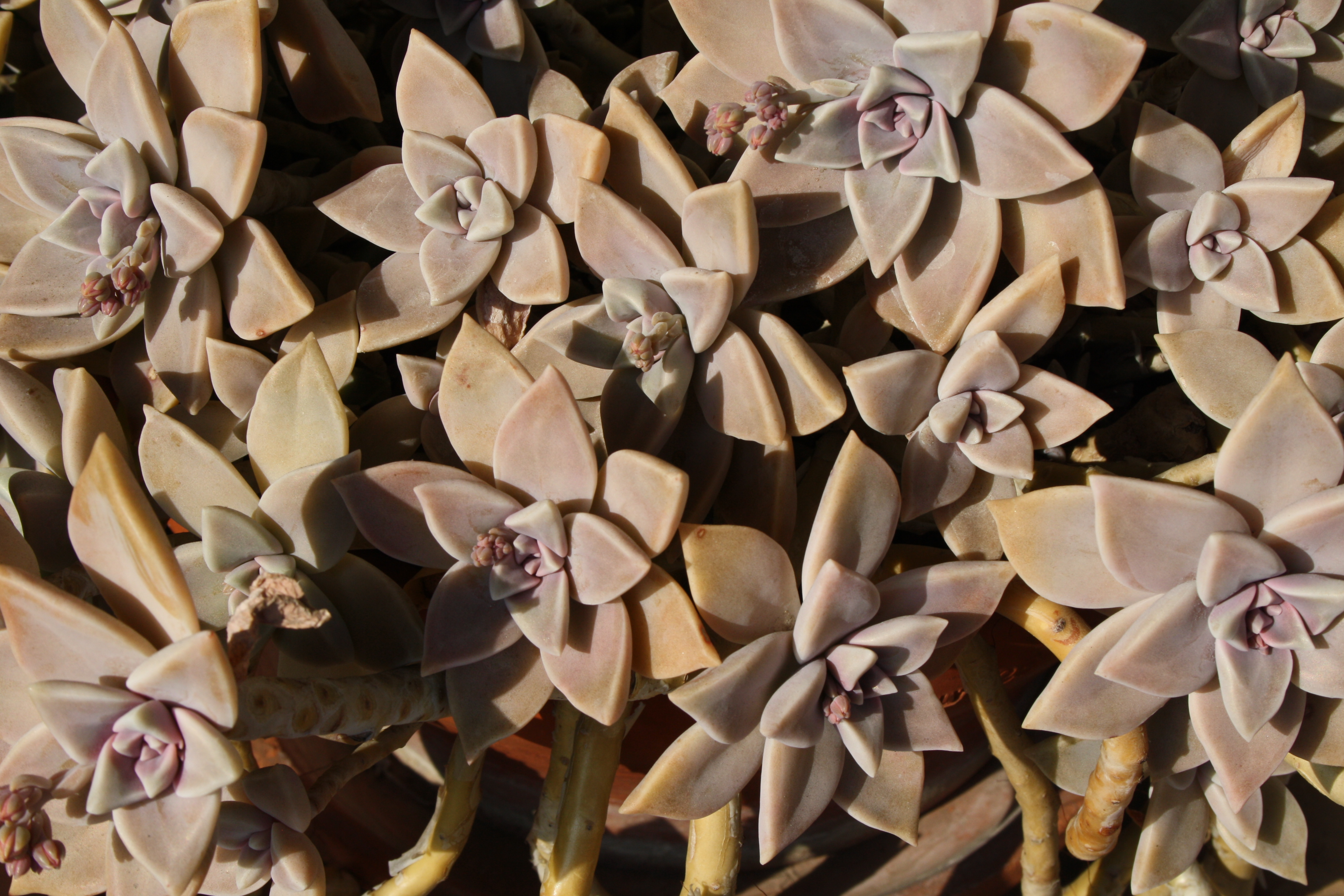
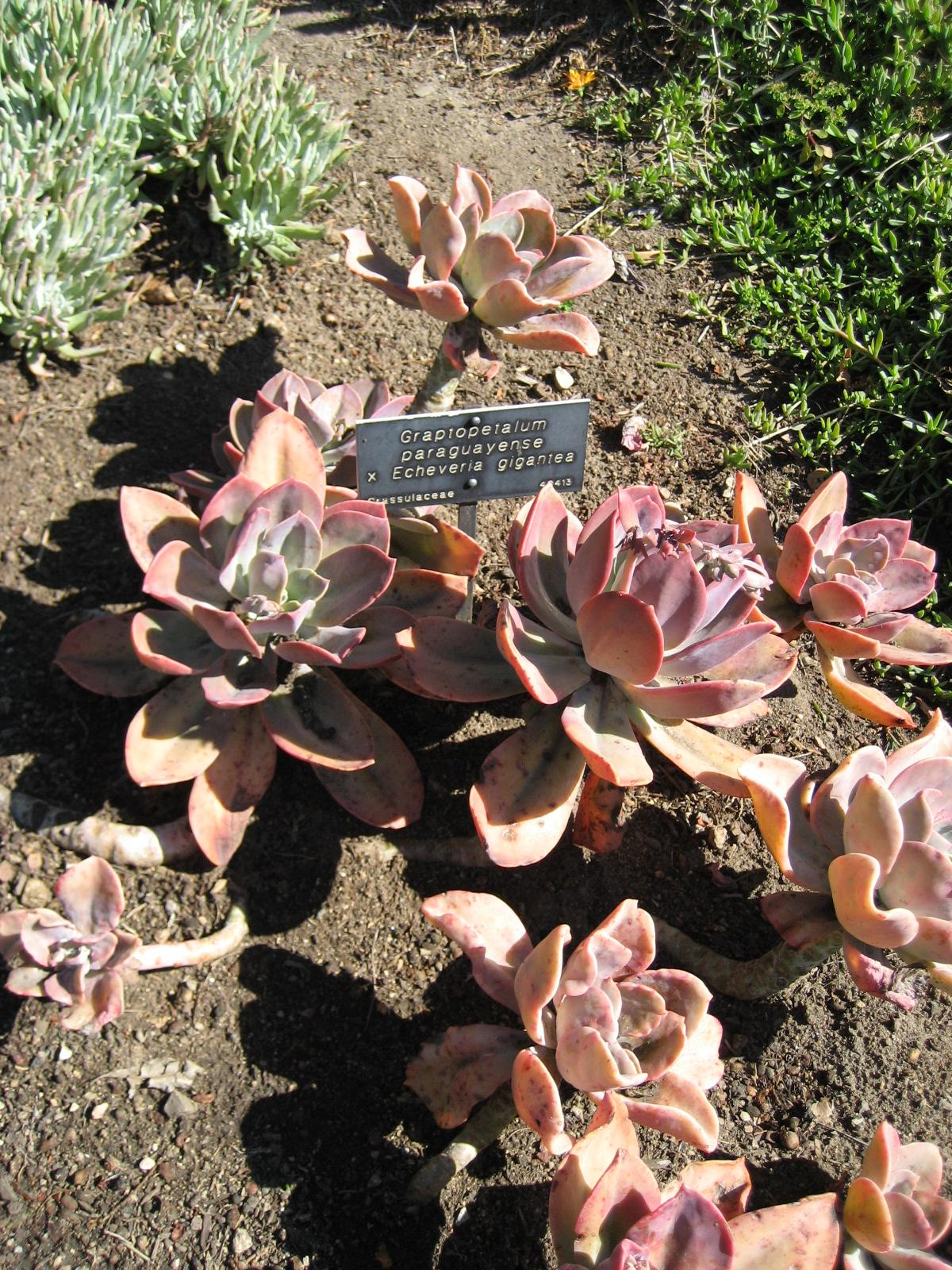

### 花

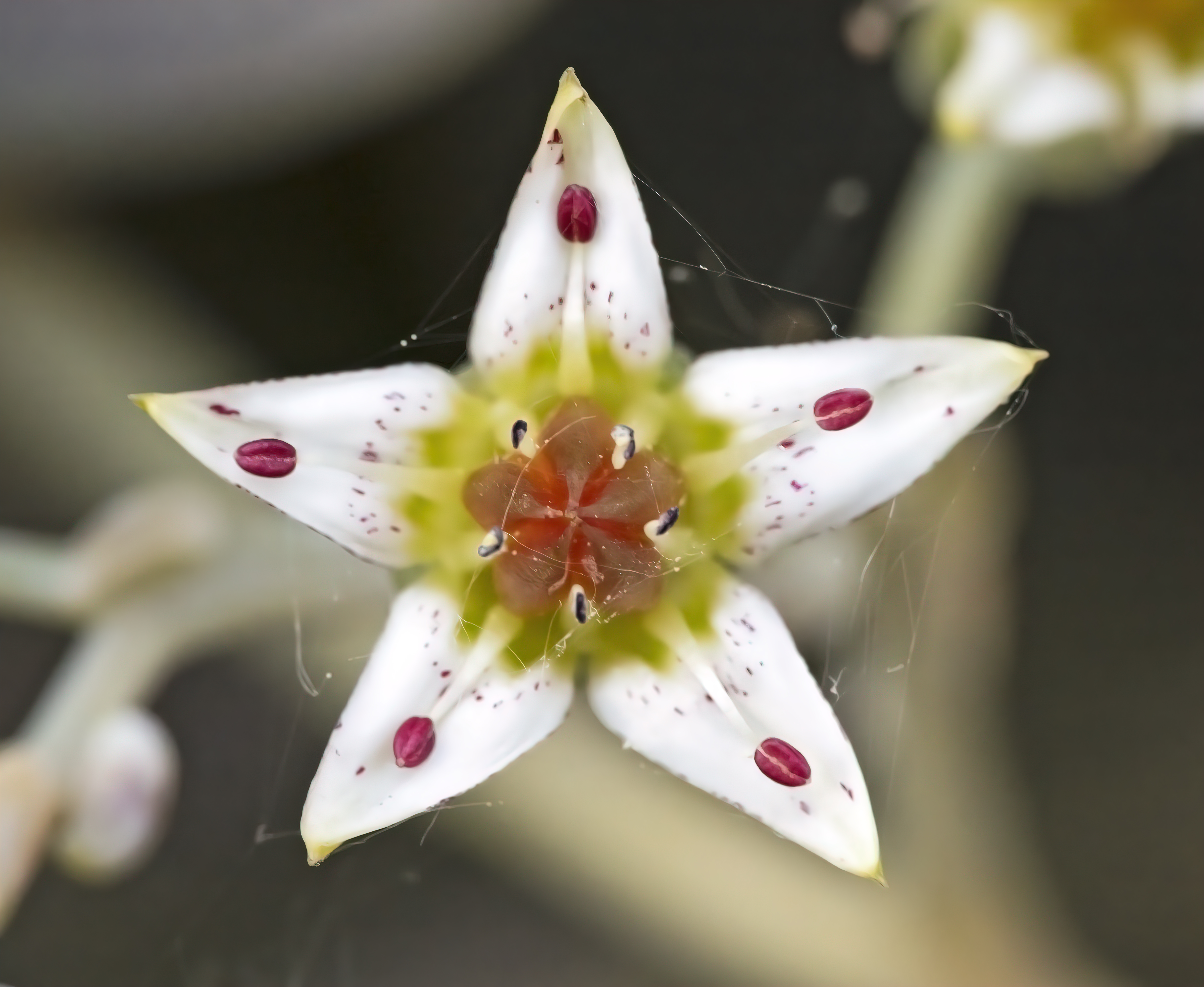
グラパラリーフの花
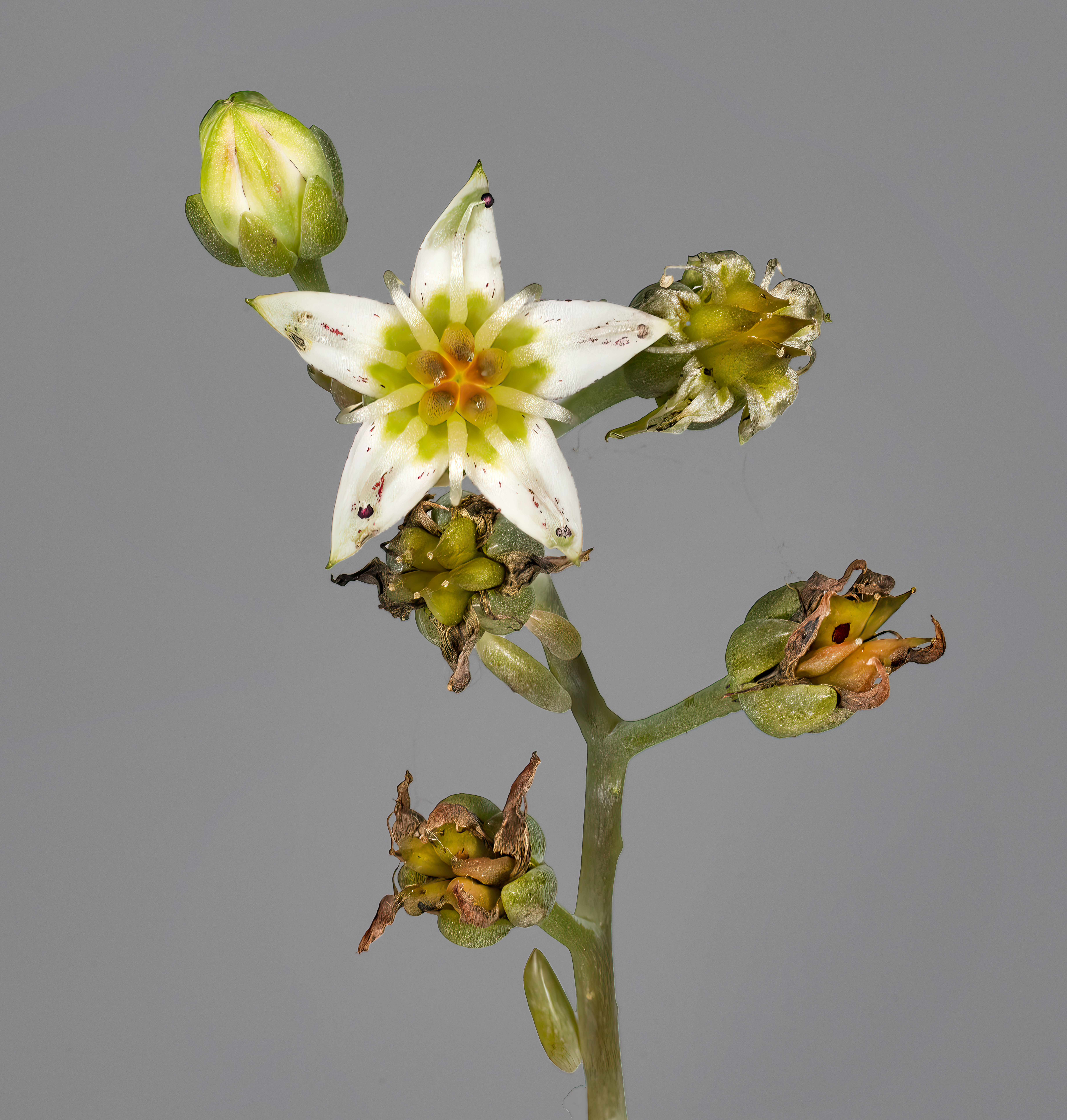
つぼみ、花、果物
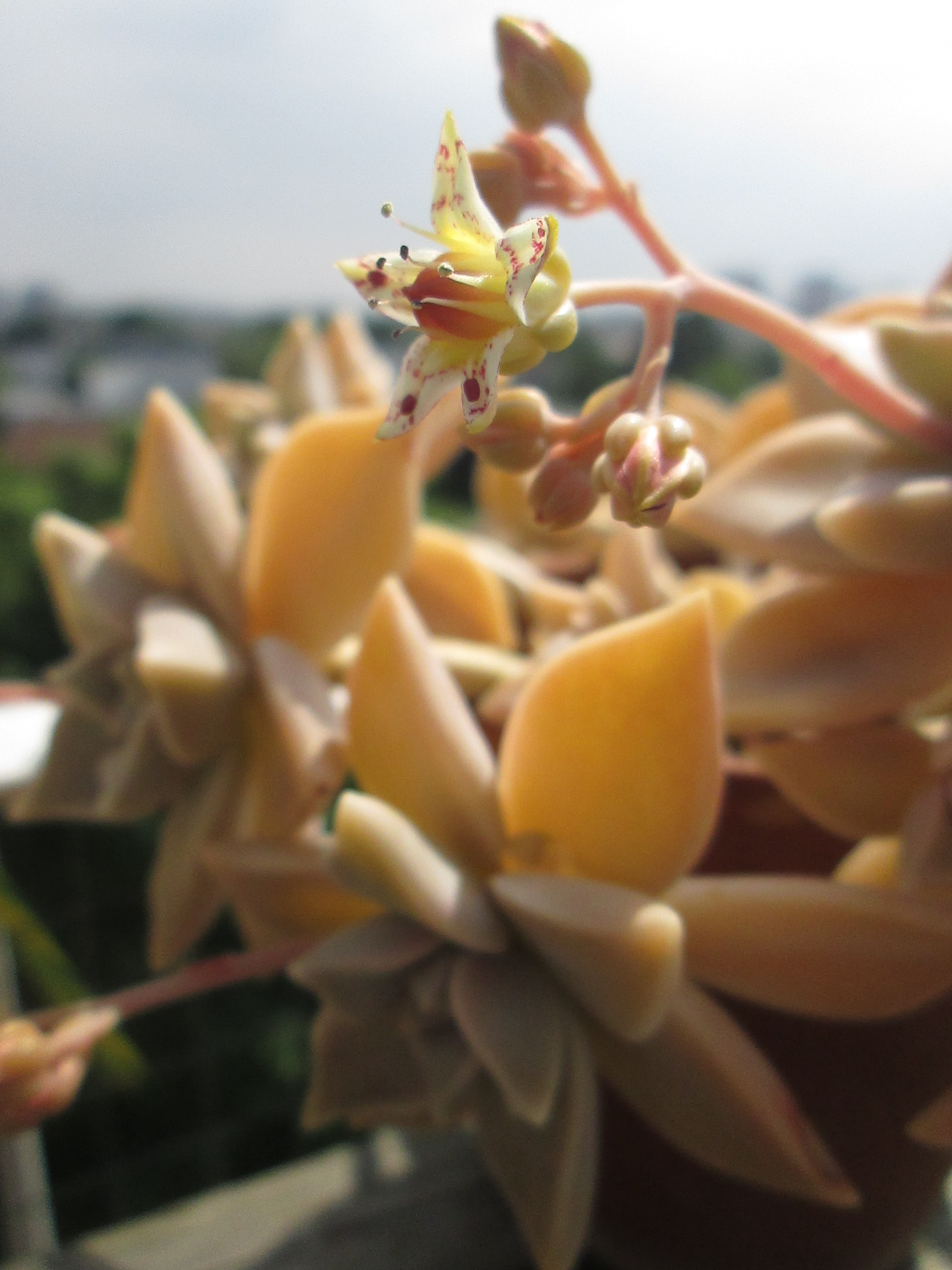
グラパラリーフの花
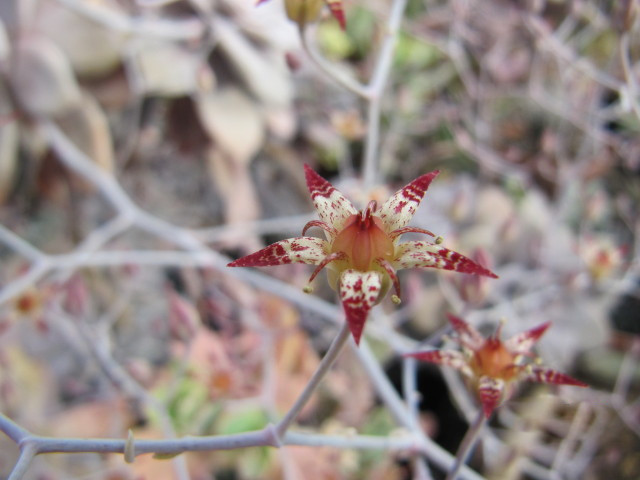
グラパラリーフの花のクローズアップ
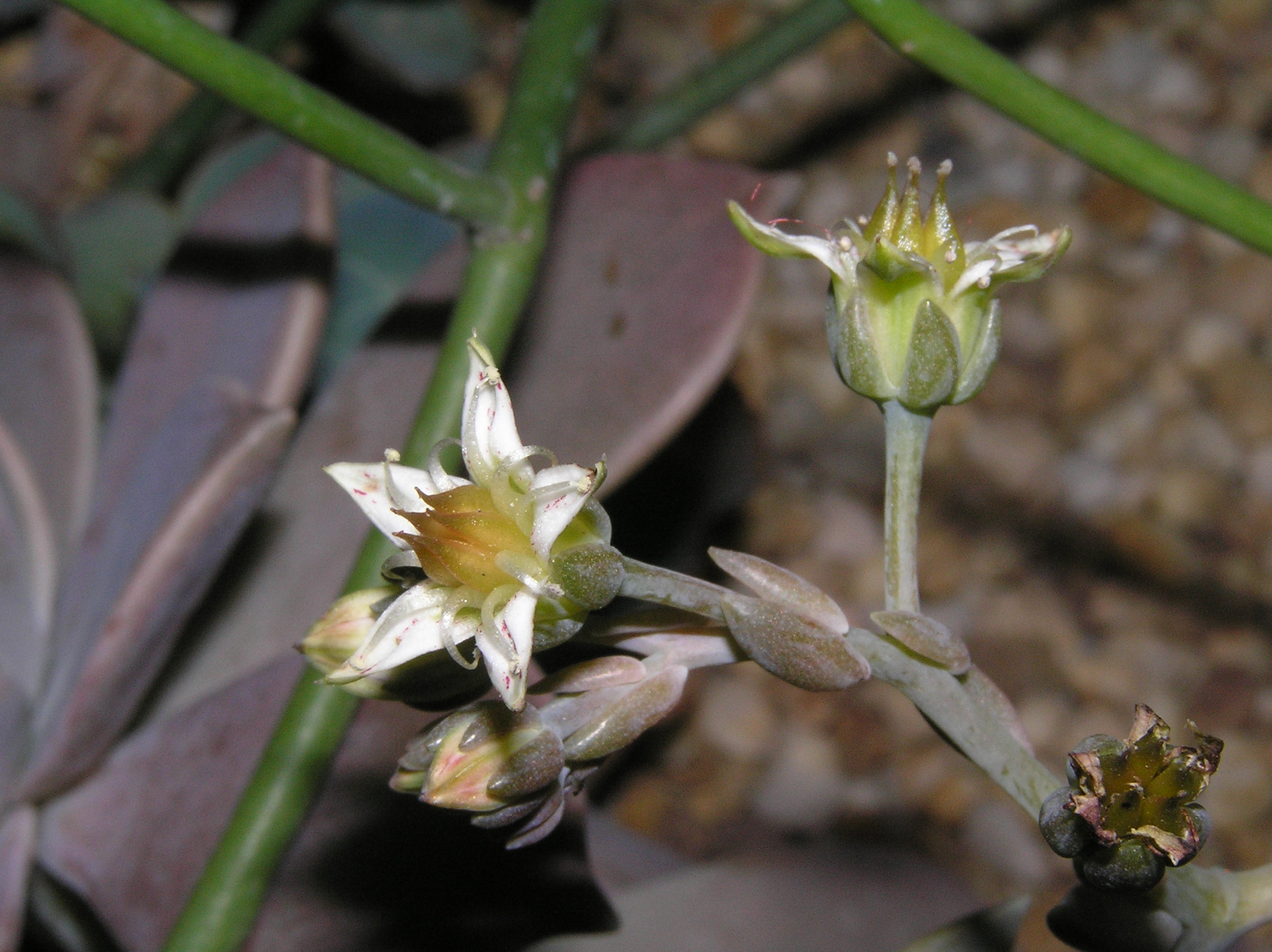
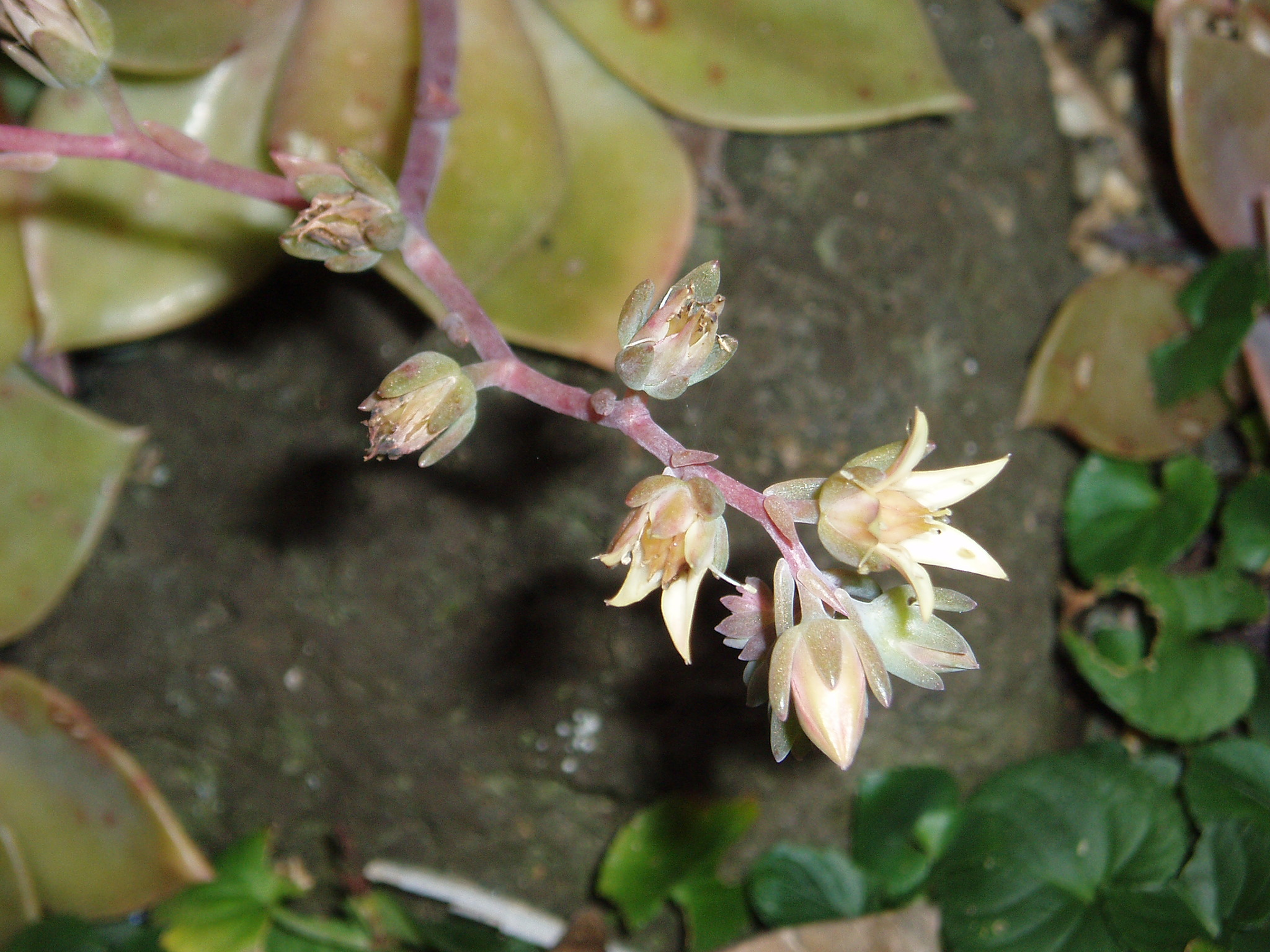

## テレビ番組
- 日経スペシャル ガイアの夜明け 未知なる食材を求めて ～新顔野菜の仕掛け人たち～（2007年10月16日、テレビ東京）[6]。- 世界の未知なる野菜を取材。